# M.U.G.E.N
M.U.G.E.N is een computerspel ontwikkeld door Elecbyte dat is gebaseerd op een freeware spelengine. Het vechtspel is uitgekomen op 27 juli 1999. Content wordt door een gebruikersgemeenschap zelf gemaakt.

## Gameplay
Het spel kent meerdere spelmodi, zoals Arcade, drie Team-modi, twee Survival-modi en een Watch-modus. In de Arcade mode speelt de speler met een vechter die tegen willekeurige tegenstanders moet vechten. De tegenstanders kunnen geheel naar eigen wens worden aangepast. In de Team mode kan een speler kiezen uit Arcade, Co-op en Versus. In Survival mode komt de speler eindeloos tegenstanders tegen, waar de speler zoveel mogelijk vechters moet verslaan. In Watch mode kan de speler alleen toezien hoe twee computergestuurde opponenten het tegen elkaar opnemen.

## Aanpassingen
Gebruikers kunnen geheel zelf aanpassingen aan het spel maken. Zo zijn er duizenden originele vechters ontworpen, maar ook personages afkomstig uit bestaande computerspellen, zoals Teenage Mutant Ninja Turtles, The Simpsons, MegaMan NT Warrior, Super Mario, Sonic the Hedgehog, Super Smash Bros., Naruto, Sailor Moon, Homestar Runner, Elfen Lied en Prototype.
Doordat men de engine en de personages kan aanpassen, is geen enkele versie van M.U.G.E.N hetzelfde. Elke speler wordt aangemoedigd om een exemplaar te downloaden en vervolgens zelf content te ontwerpen voor het computerspel.

## Ontvangst
Met de dubbele status van zowel een computerspel als een ontwikkelomgeving, is M.U.G.E.N vaak verschenen in tijdschriften over computerspellen. GamesRadar noemde M.U.G.E.N een van de "12 vreemdste vechtspellen ooit". Geek.com koos M.U.G.E.N als "Spel van het jaar" in 2017.

## Trivia
De etymologie van het woord "mugen" komt uit het Japans (無限) en betekent zoveel als oneindig of ongelimiteerd.